# Stratford (Ontario)
 For alternative betydninger, se Stratford. (Se også artikler, som begynder med Stratford)
Stratford er en by i provinsen Ontario i Canada med et indbyggertal på 31.465 (2016) indbyggere.
Byen ligger ved Avon River i Perth Country i den sydvestlige del af Ontario. De første europæere bosatte sig her i 1832. 
Justin Bieber kommer fra Stratford.[kilde mangler]